# Folies
Folies is een gemeente in het Franse departement Somme (regio Hauts-de-France) en telt 120 inwoners (2009). De plaats maakt deel uit van het arrondissement Montdidier.

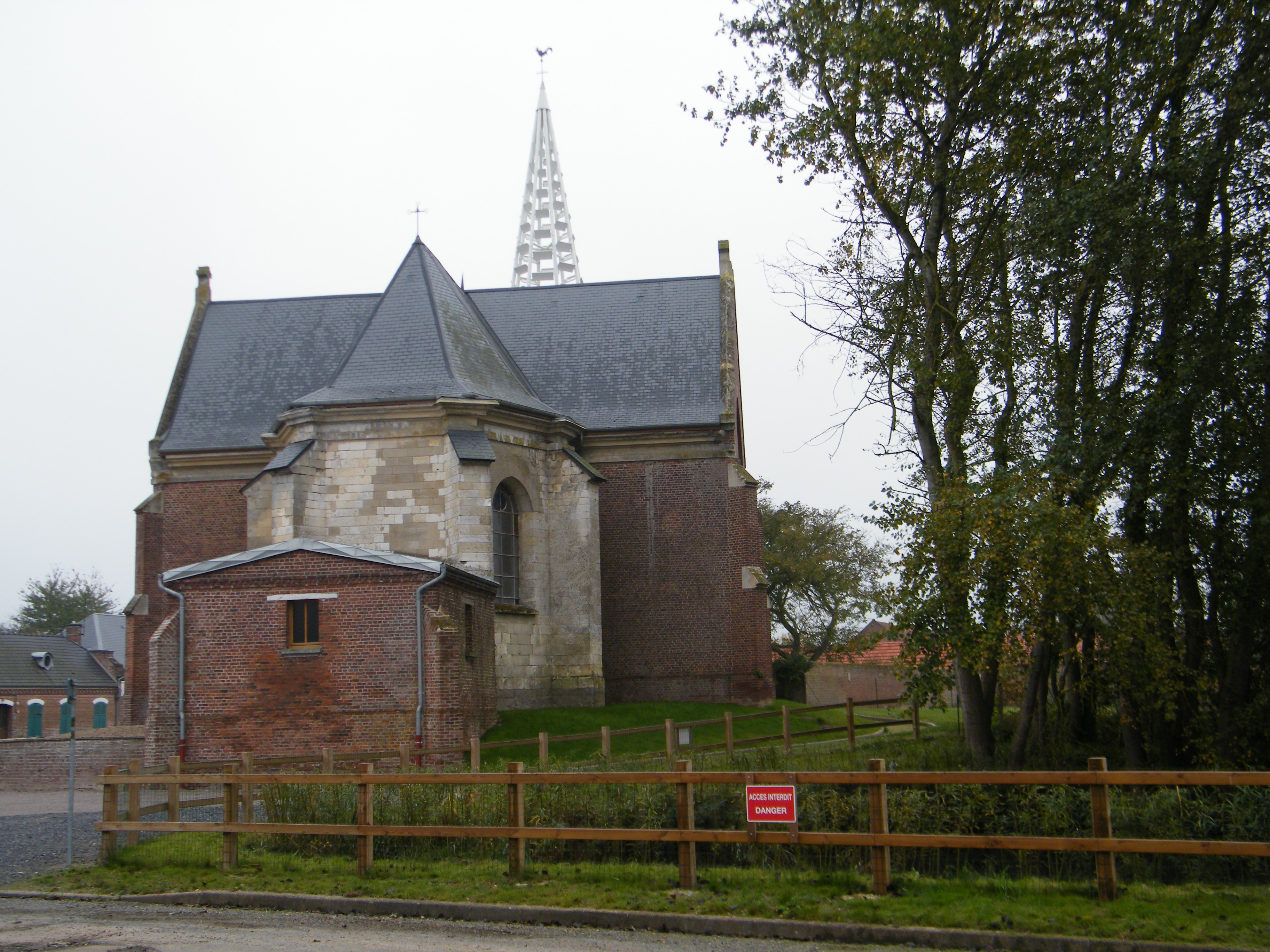
Kerk van Folies
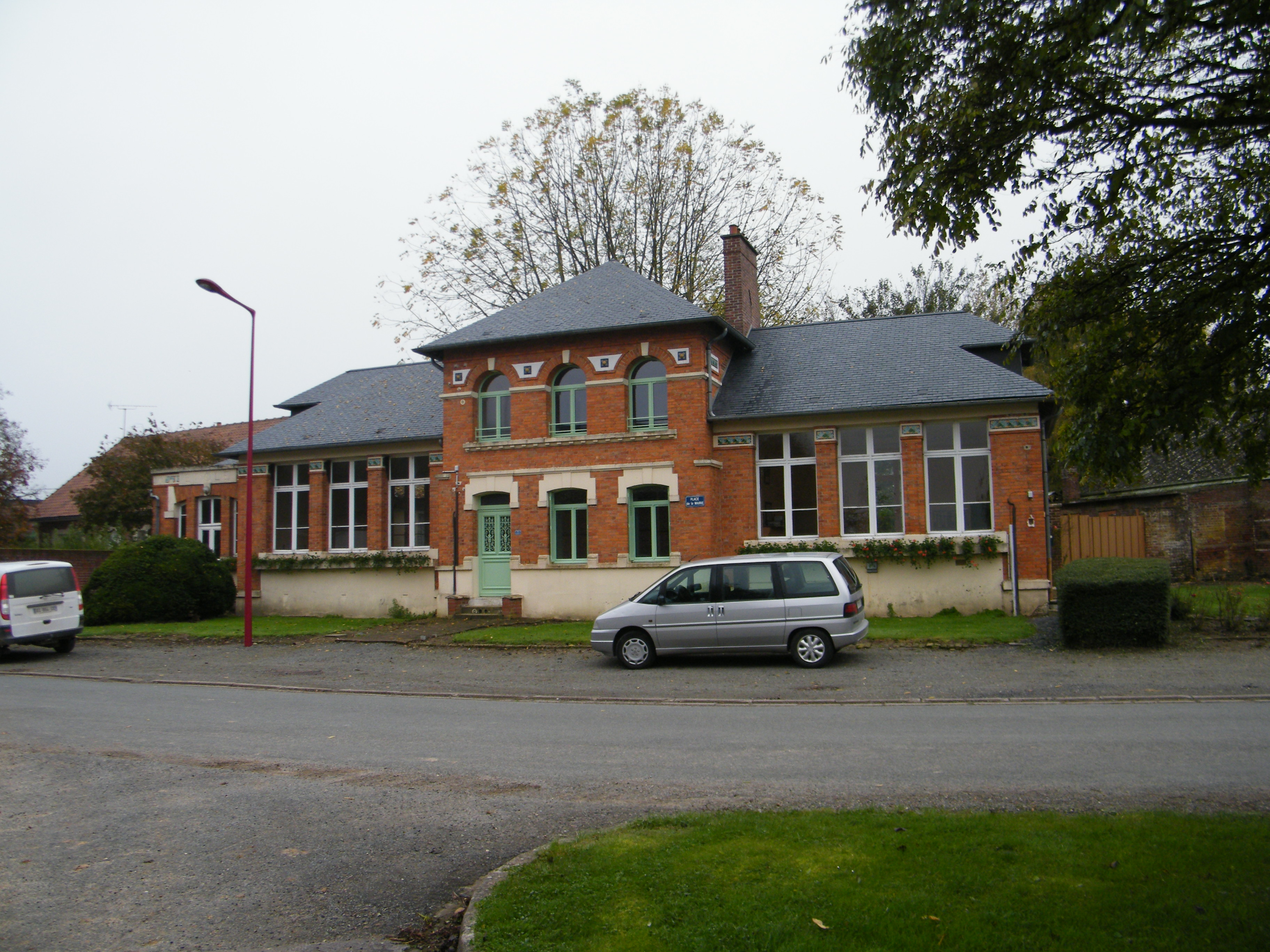
Gemeentehuis

## Geografie
De oppervlakte van Folies bedraagt 5,5 km², de bevolkingsdichtheid is dus 21,8 inwoners per km².
De onderstaande kaart toont de ligging van Folies met de belangrijkste infrastructuur en aangrenzende gemeenten.

## Demografie
Onderstaande figuur toont het verloop van het inwonertal (bron: INSEE-tellingen).